# Heliconius eucomus
Heliconius eucomus är en fjärilsart som beskrevs av Jacob Hübner 1816. Heliconius eucomus ingår i släktet Heliconius och familjen praktfjärilar. Inga underarter finns listade i Catalogue of Life.